# Бера (подокруг)
Бера (бенг. বেড়া, англ. Bera) — подокруг на северо-западе Бангладеш. Входит в состав округа Пабна. Образован в 1828 году. Административный центр — город Бера. Площадь подокруга — 248,60 км². По данным переписи 1991 года численность населения подокруга составляла 208 897 человек. Плотность населения равнялась 840 чел. на 1 км². Уровень грамотности населения составлял 24,1 %. Религиозный состав: мусульмане — 93,73 %, индуисты — 6,26 %, прочие — 0,01 %.